# Otto-Suhr-Institut
Koordinaten: 52° 26′ 58″ N, 13° 16′ 36″ O

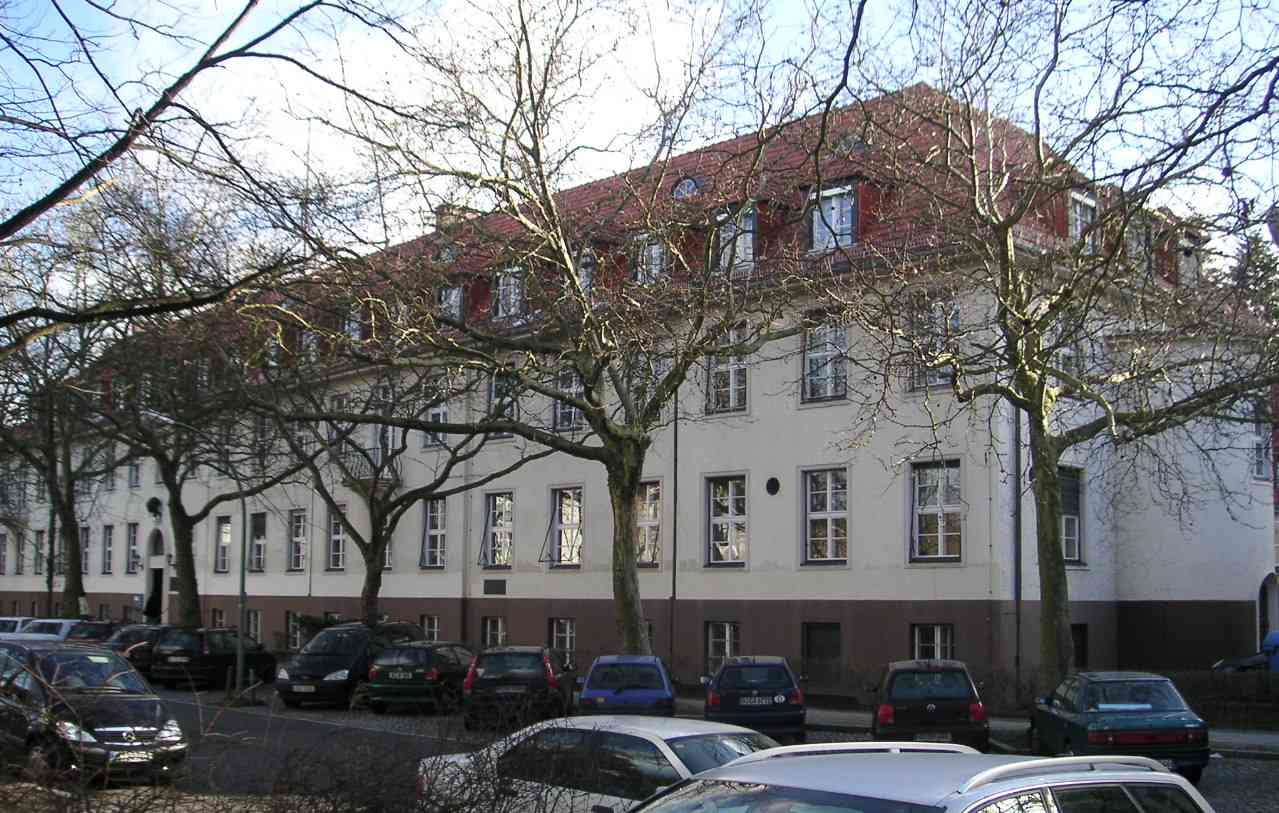
Gebäudeansicht Ihnestr. 22: ehemaliges Kaiser-Wilhelm-Institut.

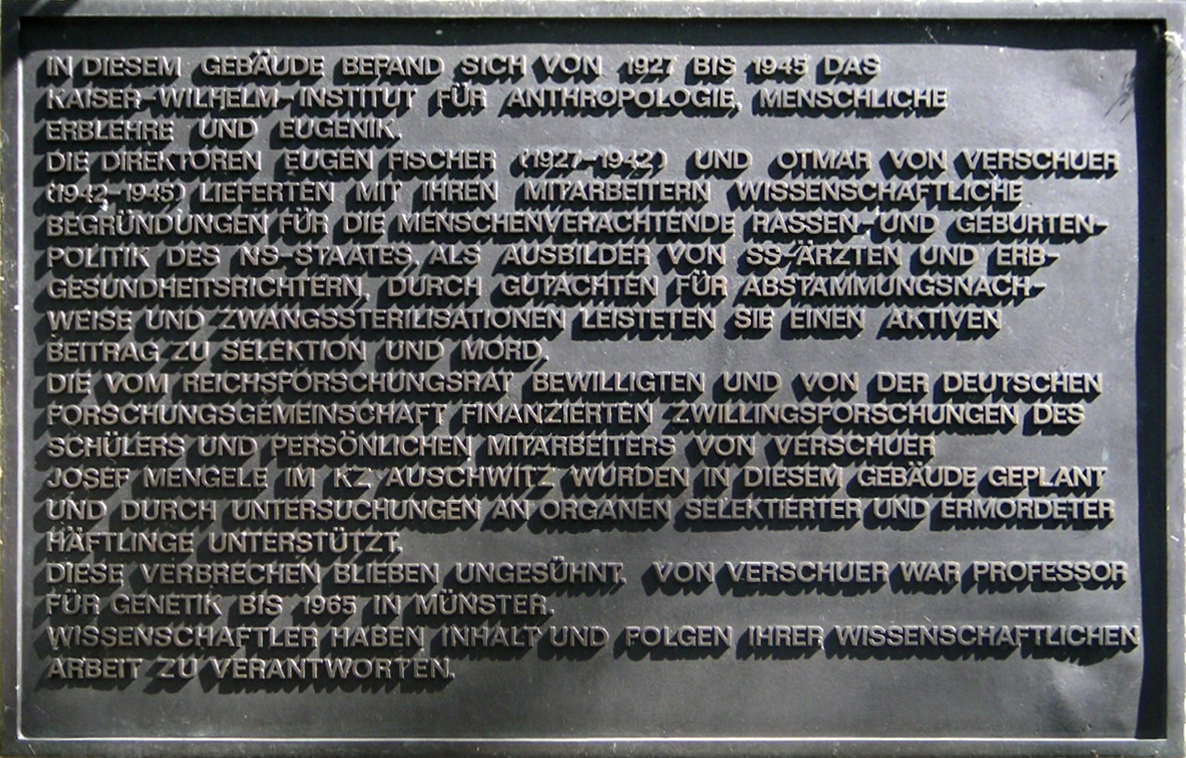
Gedenktafel zur Erinnerung an die NS-Verbrechen

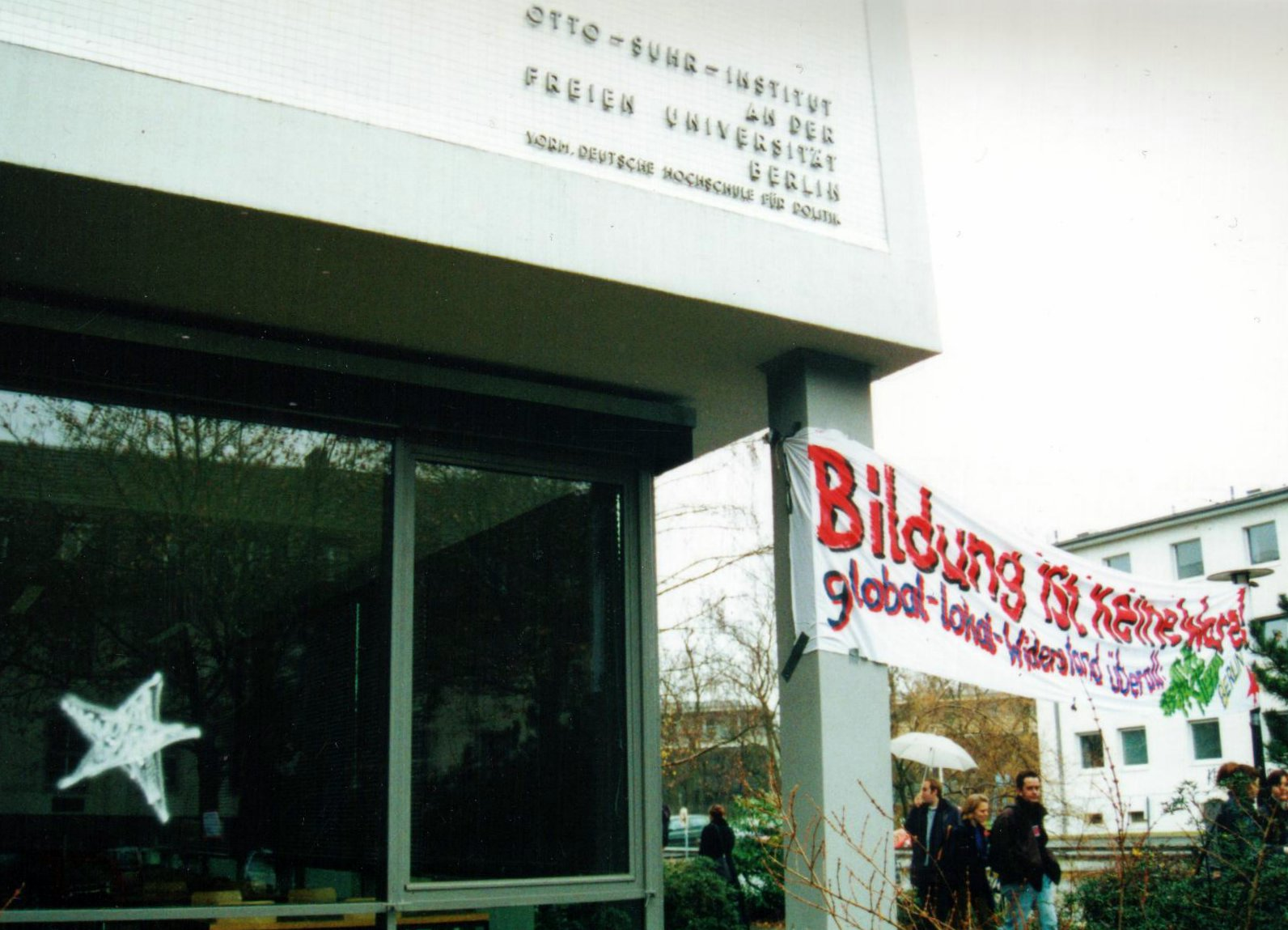
Otto-Suhr-Institut während einer Besetzung im Dezember 2000

Das Otto-Suhr-Institut für Politikwissenschaft (OSI) ist ein Institut der Freien Universität Berlin. Als Nachfolger der Deutschen Hochschule für Politik ist es seit 1959 Teil des Fachbereichs Politik- und Sozialwissenschaften. Das OSI gilt als renommiertestes politikwissenschaftliches Institut in Deutschland; im Wintersemester 2023/24 galt für eine Immatrikulation in den Studiengang Politikwissenschaften ein Numerus clausus von 1,0. Namensgeber ist der ehemalige Regierende Bürgermeister von Berlin, Otto Suhr (1894–1957, SPD).
Im QS-Universitätsranking für Politikwissenschaft nimmt das Otto-Suhr-Institut jährlich den Spitzenplatz in Deutschland ein. Im CHE-Ranking 2021 nimmt das OSI ebenfalls eine Position als renommiertestes politikwissenschaftliches Institut in Deutschland ein.

## Geschichte
Das OSI ging 1959 aus dem Institut für politische Wissenschaft der FU und der 1920 gegründeten Deutschen Hochschule für Politik hervor, die unter den Nationalsozialisten als Auslandswissenschaftliche Fakultät unter der Leitung von Franz Six Teil der Berliner Universität war (s. hierzu auch Albrecht Haushofer, Harro Schulze-Boysen, Rainer Hildebrandt) und nach der Stilllegung am Ende des Zweiten Weltkriegs 1948 wieder eröffnet wurde.
Das OSI stand in den 1950er Jahren für einen Neuanfang der Politikwissenschaft in Deutschland. Sozialdemokratische und linkssozialistische Exilanten spielten an der Reformuniversität FU eine größere Rolle als dies in den westdeutschen Ordinarienuniversitäten möglich gewesen wäre. Insbesondere zeichneten sich diesbezüglich Franz L. Neumann, Ernst Fraenkel und Ossip K. Flechtheim aus. Zur zweiten Generation gehörten Hochschullehrer wie Johannes Agnoli, der seit 1962 als Assistent Flechtheims am OSI lehrte und später auf eine Professur berufen wurde, Elmar Altvater, der 1971 eine Professur für Politische Ökonomie am OSI bekam, sowie der ab 1979 als Professor am Zentralinstitut für Sozialwissenschaftliche Forschung  tätige Peter Grottian.
Nicht erst seit der 68er-Bewegung war das Otto-Suhr-Institut somit Ideenschmiede für gesellschaftskritisches Denken und später auch für (links-)politischen Aktivismus. So gerieten die Jahre 1967 bis 1969 auch hier zu einem politischen Aufbruch, währenddessen die Studierenden und Teile des Mittelbaus sich breiter und teils auch radikaler politisierten als in den Vorjahren, aber auch als in anderen vergleichbaren Instituten der Bundesrepublik zu jener Zeit.
1995 entbrannte ein nicht nur am Institut sondern auch in Berliner und überregionalen Tageszeitungen viel beachteter Streit zwischen dem AStA der FU Berlin und der als Freiwilligenprojekt am OSI angesiedelten osi zeitung über die Eingriffsmöglichkeiten einer formalen AStA-Herausgeberschaft und die abrupte Verweigerung der seit Jahren üblichen Übernahme der Druckkosten der Zeitung aus dem AStA-Budget. Anlass des Streits waren Vorwürfe der Zensur gegenüber dem AStA bzw. die von der Redaktion gesehene Einschränkung der Pressefreiheit der osi zeitung. Im Kern ging es um die Veröffentlichung zweier von AStA-Verantwortlichen als unliebsam und geschichtsrevisionistisch eingeschätzten Artikeln in der osi zeitung und im Verlauf zunehmend auch um das – dann weiter strittige – meinungsoffene redaktionelle Konzept des Blatts.
Im Zuge der internationalen Vereinheitlichung der Studiengänge wurde am Otto-Suhr-Institut 2003 der Diplomstudiengang Politikwissenschaft reformiert und durch konsekutiv gestufte Studiengänge mit Abschluss Bachelor of Arts und Master of Arts in Politikwissenschaft ergänzt. Darüber hinaus bietet das Otto-Suhr-Institut gemeinsam mit der Universität Potsdam und der Humboldt-Universität zu Berlin einen Master of Arts in Internationale Beziehungen an. Diese strukturellen Veränderungen, einhergehend mit einer EDV-gestützten Überwachung und Verwaltung der Studienverläufe der Studentenschaft durch die sogenannte „Campus-Management“-Software, sind seit ihrer Einführung ein andauernder Streitpunkt zwischen Studenten und Universitätsleitung. Seit der Bewilligung des am Otto-Suhr-Institut angesiedelten Sonderforschungsbereichs 700 „Governance in Räumen begrenzter Staatlichkeit“ durch die Deutsche Forschungsgemeinschaft im Jahr 2006 wird von Teilen der Studenten und Lehrenden eine zunehmende Fokussierung von Forschung und Lehre auf den politikwissenschaftlichen Teilbereich der Internationalen Beziehungen zu Ungunsten der Politischen Theorie und Ideengeschichte kritisiert. Diese Entwicklung führte zu heftigen Auseinandersetzungen um Berufungsverfahren.

## Gebäude
Das Hauptgebäude wurde am 7. Mai 1962 eingeweiht. Die Baukosten von drei Millionen DM wurden zur Hälfte von der Dulles-Stiftung unter Leitung von Eleanor Dulles getragen.
Ein Teil des OSI ist im Gebäude des ehemaligen Kaiser-Wilhelm-Instituts für Anthropologie, menschliche Erblehre und Eugenik untergebracht. Anfang der 1940er Jahre forschte hier auch Josef Mengele.
Neben den metallenen Lettern mit der Bezeichnung Otto-Suhr-Institut steht in schwarzer Schrift: „Johannes-Agnoli-Institut für Kritik der Politik“.

## Forschungsschwerpunkte
Die wichtigsten aktuellen Forschungsschwerpunkte des Otto-Suhr-Instituts liegen in den Bereichen der Area Studies inklusive der Europäischen Politik, der Internationalen Beziehungen, der Sicherheits- und der Umweltforschung. Neben einer Vielzahl von Drittmittelprojekten ist am OSI der Sonderforschungsbereich „Governance in Räumen begrenzter Staatlichkeit“ angesiedelt.

## Deutsch-französische Studienprogramme
- HEC Paris: Der integrierte Studiengang bietet jährlich zwanzig Studierenden aus aller Welt die Möglichkeit, innerhalb von zwei Studienjahren den Master of Science in Management der HEC und den Master of Public Policy und Management der Freien Universität Berlin zu absolvieren.[14] Darüber hinaus bietet die HEC jährlich drei Studierenden des Otto-Suhr-Instituts die Möglichkeit, im Rahmen ihres Grundstudiums ein Semester in Paris zu studieren.
- Institut d’études politiques de Paris (Sciences Po): Im Rahmen des Studiengangs erwerben die Studierenden innerhalb von vier Semestern (2 Jahre in Nancy, 2 in Berlin) den deutsch-französischen Doppel-Bachelor in Politik- und Sozialwissenschaften. Zugleich gibt es diesen integrierten Studiengang auch als Master Option: in Politik- und Sozialwissenschaften, der den Master of Arts in Politikwissenschaft der Freien Universität und den Master de Sciences Po mit den mentions  „Affaires Internationales“ oder „Affaires Européennes“ verbindet.

Diese Studienprogramme sind von der Deutsch-Französischen Hochschule (DFH) anerkannt.

## Persönlichkeiten
Aktuelle:
- Tanja Börzel
- Achim Brunnengräber
- Bettina Engels
- Thorsten Faas
- Sabine Kropp
- Bernd Ladwig
- Hans-Joachim Mengel
- Siegfried Mielke
- Günter Morsch
- Philipp Lepenies
- Gero Neugebauer
- Lena Partzsch
- Volker von Prittwitz
- Thomas Risse
- Eberhard Sandschneider
- Miranda Schreurs
- Michaele Schreyer
- Klaus Schroeder
- Klaus Segbers

Ehemalige:
- Johannes Agnoli
- Ulrich Albrecht
- Elmar Altvater
- Arnulf Baring
- Jürgen Bergmann
- Michael Bolle
- Friedemann Büttner
- Christopher Daase
- Nils Diederich
- Jürgen Domes
- Theodor Ebert
- Jürgen W. Falter
- Ossip K. Flechtheim
- Ernst Fraenkel
- Hajo Funke
- Gert-Joachim Glaeßner
- Herta Däubler-Gmelin
- Gerhard Göhler
- Peter Grottian
- Roman Herzog
- Joachim Jens Hesse
- Barbara Holland-Cunz
- Axel Honneth
- Hannelore Horn
- Gerhard Huber
- Hanns-Dieter Jacobsen
- Georg Kotowski
- Eva Kreisky
- Hans Kremendahl
- Ekkehart Krippendorff
- Kinan Jaeger
- Hartmut Jäckel
- Martin Jänicke
- Alexandre Kum'a Ndumbe III.
- Christiane Lemke
- Dieter Löcherbach
- Peter Lösche
- Richard Löwenthal
- Ferdinand Müller-Rommel
- Wolf-Dieter Narr
- Arnhelm Neusüß
- Oskar Niedermayer
- Elisabeth Noelle-Neumann
- Bohdan Osadczuk
- Björn Pätzoldt
- Ulrich K. Preuß
- Hans Reif
- Gerhard A. Ritter
- Rolf Rosenbrock
- Klaus Roth
- Siegfried Schieder
- Alexander Schwan
- Gesine Schwan
- Alfons Söllner
- Kurt Sontheimer
- Peter Steinbach
- Richard Stöss
- Fritz Vilmar
- Heinrich August Winkler
- Brigitte Young
- Bodo Zeuner
- Christoph Zürcher

## Alumni
Politik / Verwaltung:
- Reem Alabali-Radovan, Politikerin und Mitglied des Deutschen Bundestags
- Ferda Ataman, Unabhängige Bundesbeauftragte für Antidiskriminierung
- Dorothee Bär, Mitglied des Deutschen Bundestages, Staatsministerin bei der Bundeskanzlerin und Beauftragte der Bundesregierung für Digitalisierung
- Klaus Böger, ehemaliger Senator für Bildung, Jugend und Sport in Berlin (1999–2006)
- Björn Böhning, Staatssekretär im Bundesministerium für Arbeit und Soziales
- Hermann Borghorst, Berliner Abgeordneter und Personalvorstand der Lausitzer Braunkohle AG
- Rebekka Borsch, Staatssekretärin in Norwegen
- Kuno Böse, Politiker
- Frank Bsirske, Gewerkschafter
- Edmund Brandt, Rechtswissenschaftler und Politologe
- Conrad Clemens, Staatssekretär in der Sächsischen Staatskanzlei und Bevollmächtigter des Freistaates Sachsen beim Bund
- Sawsan Chebli, Staatssekretärin für bürgerschaftliches Engagement und Internationales des Landes Berlin
- Bettina Jarasch, Politikerin und Berliner Senatorin
- Barbara John, Ausländerbeauftragte des Berliner Senats (1981–2003)
- Steffen Krach, Politiker und seit 2016 Staatssekretär für Wissenschaft und Forschung im Senat von Berlin
- Holger Krestel, Mitglied des Deutschen Bundestages
- Martina Krogmann, Mitglied des Deutschen Bundestages (1998–2010)
- Reinhard Loske, ehem. Senator für Umwelt, Bau, Verkehr und Europa der Freien Hansestadt Bremen (2007–2011)
- Heinrich Lummer, ehemaliger Senator und Bürgermeister
- Alfred Mechtersheimer, ehemaliger Bundestagsabgeordneter (Die Grünen), Sprecher der rechtsextremen Deutschland-Bewegung (DB)
- Walter Momper, Regierender Bürgermeister von Berlin (1989–1991)
- Lisa Paus, Bundesministerin für Familie, Senioren, Frauen und Jugend
- Otto Schily, Bundesminister a. D.
- Sabine von Schorlemer, Staatsministerin für Wissenschaft und Kunst im Freistaat Sachsen seit 2009
- Peter Radunski, Politiker
- Michael Roth, Politiker
- Gesine Schwan, Politikerin
- Hermann Scheer, Mitglied des Deutschen Bundestages († 2010)
- Swen Schulz, Mitglied des Deutschen Bundestages
- Jörg-Otto Spiller, Mitglied des Deutschen Bundestages (1994–2009)
- Michael Sommer, Gewerkschafter
- Jörg Steinert, Bürgerrechtler
- Horst Teltschik, Politiker
- Günter Wehrmann, zuletzt deutscher Generalkonsul in Kalkutta
- Helga Zepp-LaRouche, Politikerin
- Bastian Fleig, politischer Beamter und Gewerkschafter

Wissenschaft:
- Wilhelm Bleek, Politologe
- Peter Brandt, Historiker
- Stefan Heinz, Politikwissenschaftler und Historiker
- Wolfgang Hertle, Politologe, Gewaltfreier Aktivist und Bewegungsforscher
- Wolfram Beyer, Politologe, Pazifist, Autor und Musiker
- Werner Jann, Professor für Politikwissenschaft, Verwaltung und Organisation an der Universität Potsdam
- Johannes Tuchel, Professor für Politikwissenschaft und Leiter der Gedenkstätte Deutscher Widerstand sowie der Gedenkstätte Plötzensee

Medien:
- Béla Anda, Journalist
- Franziska Augstein, Journalistin
- Jakob Augstein, Journalist und Verleger
- Rainer Bieling, Journalist und Medienentwickler
- Annette Dittert, Fernsehjournalistin
- Ruprecht Eser, Chefreporter des ZDFs
- Ullrich Fichtner, Journalist
- Hermann L. Gremliza, Herausgeber der Monatszeitschrift konkret
- Konstantin von Hammerstein, Journalist
- Volker Heise, Fernsehregisseur
- Wilm Herlyn, Chefredakteur der Deutschen Presse-Agentur (1991–2009)
- Frank Hornig, Büroleiter Berlin des Spiegels
- Cherno Jobatey, Fernsehmoderator
- Thomas Klug, Fernsehmoderator
- Robin Lautenbach, Fernsehjournalist
- Ulrich Leidholdt, Leiter des ARD-Hörfunks in Amman, Jordanien (seit 2008)
- Lorenz Maroldt, Chefredakteur des Tagesspiegels seit 2004
- Annette Milz, Journalistin
- Roland Nelles, Leiter des Hauptstadtbüros bei Spiegel Online (seit 2009)
- Alexander Niemetz, Moderator des heute-journals (1991–2000)
- Patricia Schäfer, Moderatorin des ZDF-Morgenmagazins (1998–2010)
- Wulf Schmiese, Moderator des ZDF-Morgenmagazins (seit 2010)
- Gabor Steingart, Chefredakteur des Handelsblatts seit 2010
- Günter Struve, ARD-Programmdirektor (1992–2008)
- Anja Wehler-Schöck, Ressortleiterin für Internationale Politik beim Tagesspiegel
- Anne Will, Fernsehjournalistin
- Andreas Wunn, Fernsehjournalist
- Florian Zschiedrich, Fernsehjournalist

Wirtschaft:
- Arend Oetker, Unternehmer und Kunstsammler